# Campeonato Europeu de Ciclismo em Pista

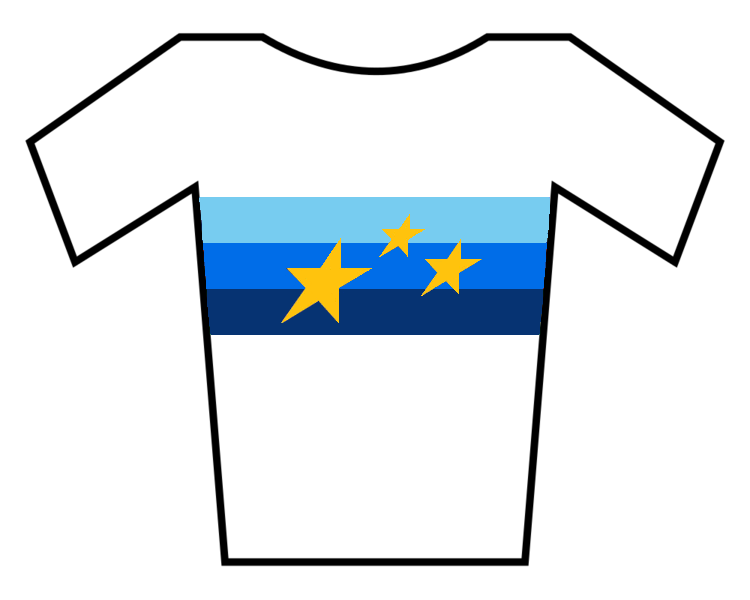
Maillot actual levado pelos campeões da Europa

Maillot levado pelos campeões da Europa até 2015

Os campeonatos da Europa de ciclismo em pista são competições de ciclismo em pista organizadas pela União Europeia de ciclismo (UEC) que reagrupa todas as disciplinas da pista. É organizado anualmente pela União Europeia de Ciclismo (UEC) desde 2010. Adicionalmente existe um Campeonato Europeu de Ciclismo em Pista para jovens e sub-23, realizado desde 2001.
Estes campeonatos são a primeira série qualificativa para os Jogos Olímpicos. Os campeonatos da Europa para as elites existem desde o começo do século XXI. Em 2010 foi criada o primeiro campeonato da Europa Elites que reagrupa as provas olímpicas.

## História
Desde mais de 100 anos, dos campeonatos da Europa estão organizados no ciclismo em pista profissional. Não obstante, as temporadas não se desenvolviam na uma base anual mas esporádica e estavam organizadas por organizadores privados. O nome « Campeonato Europeu » não era protegido. Após a Segunda Guerra Mundial, os « Campeonatos Europeus » eram mais frequentes nos velódromos de Inverno. Organizava-se não só as disciplinas « clássicas » tais que a velocidade individual, mas também a omnium (que era diferente da competição praticada nos Campeonatos do mundo e nos Jogos Olímpicos), as carreiras traseiras Derny e a perseguição à americana, das provas que não eram então todas incluídas no programa dos campeonatos do mundo. Estes campeonatos da Europa não têm de carácter oficial, mas ficam unidos ao prestígio, tanto mais quanto um maillot em ouro está introduzido para os campeões da Europa, no qual os raios arco-íris do maillot de campeão do mundo estão localizadas verticalmente. O corredor belga Rik Van Steenbergen apreciava particularmente este maillot (que tem conseguido seis vez) e o levava com frequência durante as carreiras.
Em 1956, os investidores europeus de velódromo fundaram a União Europeia dos Velódromos de Inverno, que até à temporada de 1971/1972, era a única organização de campeonatos da Europa de profissionais. Para os amadores, não tinha sempre campeonatos continentais. Não obstante, os organizadores escolhiam eles próprios os corredores e permitiam os pares de corredores de diferentes nacionalidades de participar na perseguição à americana. Ademais, os corredores não europeus estavam admitidos, o que explica porquê os Australianos Reginald Arnold e Danny Clark têm conseguido títulos europeus.
Em 1965, a Federação mundial de ciclismo, a União Ciclista Internacional (UCI), criava duas "divisões", a Federação internacional do ciclismo amador (FIAC) para os amadores e a Federação internacional de ciclismo profissional (FICP) para os profissionais. O FICP toma o relevo em 1972, mas os campeonatos da Europa param aos profissionais e são então oficialmente nomeados Campeonato de Inverno, porque os não-Europeus puderam continuar a participar e os participantes são sempre convidados. O antigo maillot de ouro está substituído por um maillot branco que leva o logo da FICP. Os últimos campeonatos de Inverno têm tido lugar em 1990 em Grenoble.
Após 1993 no ciclismo, a separação entre profissionais e aficionados é abolida. A União Europeia de ciclismo (UEC) está fundada em 1995 e é a partir de agora a organizadora de numerosos campeonatos da Europa Elites nas diferentes disciplinas do ciclismo. Em ciclismo em pista, as diferentes disciplinas não estavam num primeiro momento incluídas tais como o Derny, a carreira à americana e a omnium sprint e endurance. Em 2001, os campeonatos da Europa de ciclismo em pista juniores e esperanças foram criados. Desde 2010, os Campeonato Europeu Elites estão organizados. O campeonato da Europa de carreira por trás de derny tem lugar geralmente em lugares diferentes, salvo se o velódromo da temporada em curso convém.

## Edições
| Ano  | País          | Cidade                    | Velódromo                |
| ---- | ------------- | ------------------------- | ------------------------ |
| 2010 | Polónia       | Pruszków                  | BGŻ Arena                |
| 2011 | Países Baixos | Apeldoorn                 | Omnisport Apeldoorn      |
| 2012 | Lituânia      | Panevėžys                 | Cido Arena               |
| 2013 | Países Baixos | Apeldoorn                 | Omnisport Apeldoorn      |
| 2014 | França        | Baie-Mahault              | Velódromo Amédée Detraux |
| 2015 | Suíça         | Grenchen                  | Velódromo Suiza          |
| 2016 | França        | Saint-Quentin-en-Yvelines | Velódromo nacional       |
| 2017 | Alemanha      | Berlim                    | Velodrom                 |
| 2018 | Reino Unido   | Glasgow                   | Sir Chris Hoy Velodrome  |
| 2019 | Países Baixos | Apeldoorn                 | Omnisport Apeldoorn      |
| 2020 | Bulgária      | Plovdiv                   | Kolodruma                |

## Palmarés dos campeonatos
| Homens - Perseguição à americana (desde 1949, salvo algumas edições) - Perseguição à eliminação (desde 2015) - Corrida por pontos (desde 2011) - Meio-Fundo (desde 1896, salvo algumas edições segundo guerra e salvo de 1915 a 1947 excetuado 1920) - Derny (desde 1961, salvo em 1983, de 1992 a 1999, em 2004 e 2010) - Keirin (desde 2010) - Quilómetro (desde 2014) - Omnium (desde 1997 cujo várias variantes) - Perseguição individual (desde 2014) - Perseguição por equipas (desde 2010) - Scratch (desde 2014) - Velocidade individual (de 1894 a 1999 e desde 2010) - Velocidade por equipas (desde 2010) | Mulheres - 500 metros (desde 2014) - Perseguição à americana (desde 2016) - Perseguição à eliminação (desde 2015) - Corrida por pontos (desde 2011) - Derny (desde 2019) - Keirin (desde 2010) - Omnium (desde 1997 cujo várias variantes) - Perseguição individual (desde 2014) - Perseguição por equipas (desde 2010) - Scratch (desde 2014) - Velocidade individual (desde 2010) - Velocidade por equipas (desde 2010) |

## Medalheiro histórico
- Actualizado em Plovdiv 2020 (inclui a prova de meio fundo da edição de 2017).

| Ordem | País          | Medalha de ouro | Medalha de prata | Medalha de bronze | Total |
| ----- | ------------- | --------------- | ---------------- | ----------------- | ----- |
| 1     | Reino Unido   | 42              | 20               | 20                | 82    |
| 2     | Rússia        | 28              | 29               | 26                | 83    |
| 3     | Alemanha      | 24              | 32               | 24                | 80    |
| 4     | Países Baixos | 21              | 17               | 21                | 59    |
| 5     | França        | 20              | 20               | 18                | 58    |
| 6     | Itália        | 15              | 16               | 16                | 47    |
| 7     | Espanha       | 9               | 4                | 6                 | 19    |
| 8     | Polónia       | 7               | 10               | 15                | 32    |
| 9     | Dinamarca     | 7               | 7                | 2                 | 16    |
| 10    | Bélgica       | 5               | 9                | 5                 | 19    |
| 11    | Lituânia      | 5               | 4                | 8                 | 17    |
| 12    | Chéquia       | 5               | 2                | 6                 | 13    |
| 13    | Ucrânia       | 4               | 7                | 13                | 24    |
| 14    | Suíça         | 3               | 6                | 4                 | 13    |
| 15    | Bielorrússia  | 2               | 7                | 6                 | 15    |
| 16    | Portugal      | 2               | 5                | 4                 | 11    |
| 17    | Áustria       | 1               | 0                | 1                 | 2     |
| 18    | Grécia        | 0               | 3                | 3                 | 6     |
| 19    | Irlanda       | 0               | 2                | 2                 | 4     |
| 20    | Hungria       | 0               | 1                | 0                 | 1     |
| 20    | Roménia       | 0               | 0                | 1                 | 1     |
|       | TOTAL         | 200             | 201              | 201               | 602   |

### Ciclistas masculinos com mais títulos
| Ordem | País               | Medalha de ouro | Medalha de prata | Medalha de bronze | Total |
| ----- | ------------------ | --------------- | ---------------- | ----------------- | ----- |
| 1     | Jeffrey Hoogland   | 8               | 1                | 1                 | 10    |
| 2     | Elia Viviani       | 7               | 1                | 3                 | 11    |
| 3     | Benjamin Thomas    | 5               | 2                | 2                 | 9     |
| 4     | Edward Clancy      | 5               | 0                | 1                 | 6     |
| 5     | Andrew Tennant     | 5               | 0                | 0                 | 5     |
| 6     | Robert Förstemann  | 4               | 2                | 3                 | 9     |
| 7     | Maximilian Levy    | 4               | 2                | 1                 | 6     |
| 8     | Albert Torres      | 4               | 1                | 0                 | 5     |
| 9     | Steven Burke       | 4               | 0                | 2                 | 6     |
| 10    | Corentin Ermenault | 4               | 0                | 0                 | 4     |
| 10    | Sebastián Mora     | 4               | 0                | 0                 | 4     |

### Ciclistas femininas com mais títulos
| Ordem | País               | Medalha de ouro | Medalha de prata | Medalha de bronze | Total |
| ----- | ------------------ | --------------- | ---------------- | ----------------- | ----- |
| 1     | Laura Kenny        | 13              | 2                | 0                 | 15    |
| 2     | Katie Archibald    | 12              | 5                | 1                 | 18    |
| 3     | Anastasia Voinova  | 11              | 5                | 1                 | 17    |
| 4     | Kirsten Wild       | 8               | 4                | 6                 | 18    |
| 5     | Daria Shmeleva     | 8               | 2                | 5                 | 15    |
| 6     | Elinor Barker      | 6               | 2                | 0                 | 8     |
| 7     | Kristina Vogel     | 4               | 6                | 4                 | 14    |
| 8     | Elis Ligtlee       | 3               | 3                | 2                 | 8     |
| 9     | Simona Krupeckaitė | 3               | 2                | 4                 | 9     |
| 10    | Eleanor Dickinson  | 3               | 1                | 0                 | 4     |

## Artigos relacionados
- Campeonato Mundial de Ciclismo em Pista
- Campeonato Mundial de Ciclismo em Pista Juniores
- Campeonato Europeu de Ciclismo em Pista Juniores e Esperanças
- Campeonato Europeu de Ciclismo em Estrada